# Manulea pseudocomplana
Manulea pseudocomplana — вид лускокрилих комах з родини еребід (Erebidae).

## Поширення
Вид поширений в Південній, Центральній і Східній Європі, Малій Азії та Ірані. Виявлений у фауні України.

## Підвиди
- Eilema pseudocomplana pseudocomplana
- Eilema pseudocomplana iberica Mentzer, 1980